# Joseph Addo
Joseph Joe Addo (Accra, 21 september 1971) is een Ghanees voormalig voetballer die als verdediger speelde.
Addo begon bij Heart of Oak en ging college voetbal spelen in de Verenigde Staten. Hij probeerde door te breken in Duitsland maar kwam tot slechts 1 wedstrijd in de DFB-Pokal voor FSV Frankfurt. In Nederland speelde hij zeven wedstrijden voor Sparta Rotterdam. Via Portugal en Griekenland keerde Addo terug in de Verenigde Staten waar hij succesvol was in de Major League Soccer. Hij besloot zijn loopbaan in Azië waar hij speelde in Hongkong en Maleisië.
Hij nam deel aan de Olympische Zomerspelen 1996 en de African Cup of Nations 1996 waar Ghana als vierde eindigde.